# Andrew Robinson

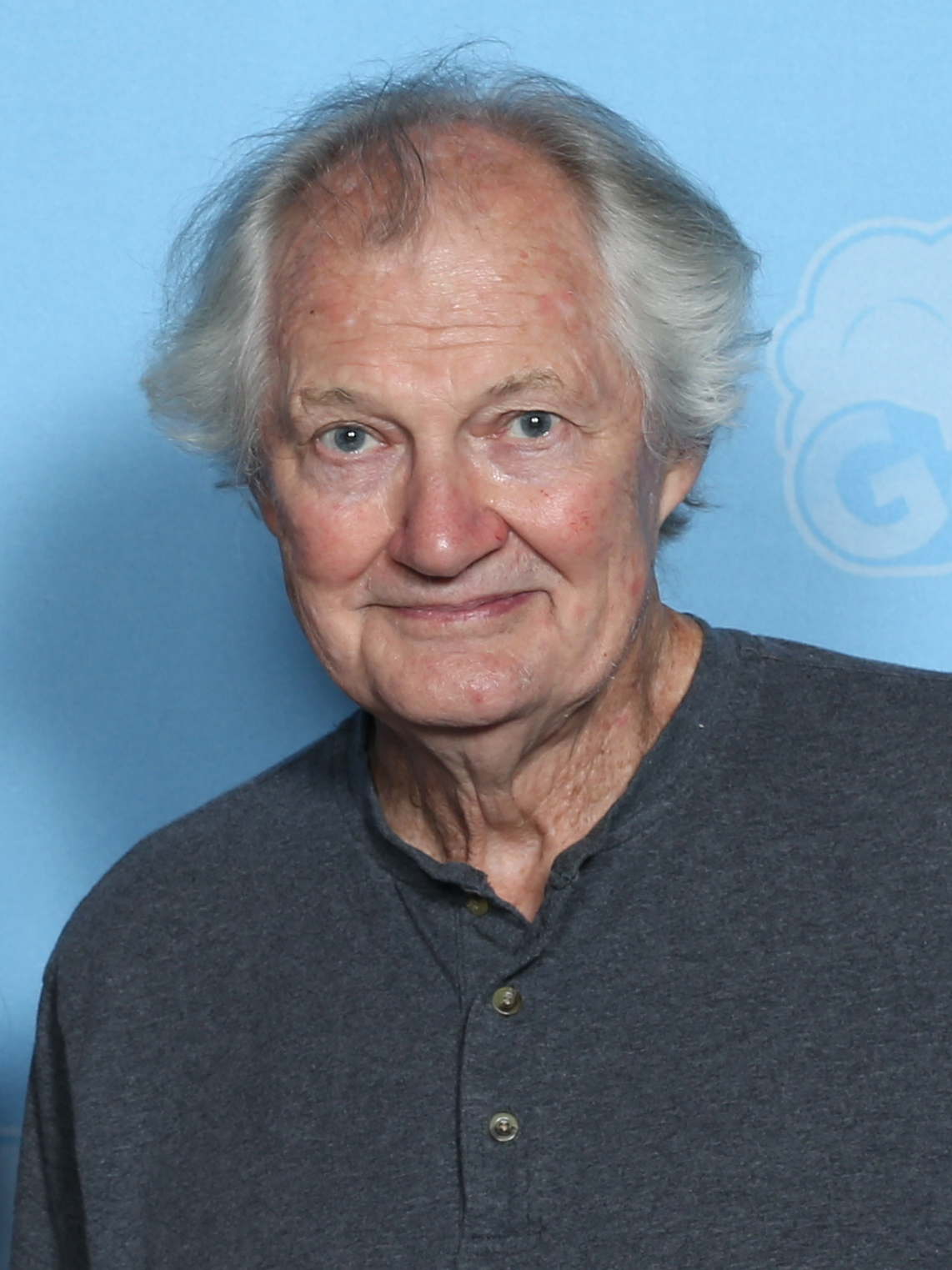
Andrew Robinson (2022)

Andrew Jordt Robinson (* 14. Februar 1942 in New York) ist ein US-amerikanischer Schauspieler.

## Leben
Nachdem er ein Jahr an der London Academy for Music and Dramatic Arts (LAMDA) studiert hatte, begann er in den 1960er und 1970er Jahren, auf New Yorker Bühnen zu spielen und Stücke zu schreiben. Zur selben Zeit spielte er bereits Gastrollen in diversen Fernsehserien. Als ihn Clint Eastwood in einem Off-Broadway-Theaterstück sah, engagierte er Robinson für den Kriminalfilm Dirty Harry.
Nachdem Robinson 1971 den Killer Scorpio in Dirty Harry gespielt hatte, kam seine Filmkarriere vorläufig zu einem Stillstand. Als Folge der Verkörperung eines skrupellosen Serienmörders in Dirty Harry erhielt Robinson hauptsächlich ähnliche Rollen als filmischer Schurke angeboten. Jedoch wollte sich Robinson nicht auf diesen einen Charaktertyp festlegen lassen, weshalb er der Filmbranche vorerst den Rücken kehrte.
Er setzte seine Arbeit am Theater und mit episodischen Fernsehauftritten fort. 1977 wirkte er in dem Film Ryan’s Hope mit, der eine Emmy-Nominierung erhielt. Als er schließlich 1985 den Los Angeles Drama Critics Circle Award als bester Darsteller erhielt, hatte er sich endgültig im Filmgeschäft etabliert.
Robinson wurde 1992 für Star Trek: Deep Space Nine gecastet, er war anfangs für die Rolle des Odo vorgesehen. Diese ging jedoch letztlich an René Auberjonois und Robinson erhielt die Rolle des Cardassianers Elim Garak, dessen Figur er nach eigenen Aussagen teilweise an die von Bill Bixby gespielte Hauptfigur in Der Magier angelehnt hatte.
Nebenbei führte Robinson bei einigen Episoden von Star Trek: Deep Space Nine sowie Star Trek: Raumschiff Voyager Regie. Schließlich schrieb Robinson im Jahr 2000 mit dem Deep-Space-Nine-Roman A Stitch in Time (ISBN 0-671-03885-0) die Biographie Garaks. In den Jahren 2001 bis 2005 inszenierte er mehrere Folgen der Serie Für alle Fälle Amy.
Robinson ist seit 1970 verheiratet. Das Paar hat eine gemeinsame Tochter, Rachel, die in der Deep-Space-Nine-Episode Der Besuch auftrat, und zwei Enkelkinder. Des Weiteren hat Irene Robinson zwei Söhne aus ihrer vorherigen Ehe. Andrew  Robinson ist der Patenonkel des Sohnes von Nana Visitor und Alexander Siddig, beide Schauspielkollegen aus Deep Space Nine.

## Filmografie (Auswahl)
- 1971: Dirty Harry
- 1972: Bonanza (Fernsehserie, Folge 14x1)
- 1973: Der große Coup (Charley Varrick)
- 1974: The New Perry Mason (Fernsehserie, eine Folge)
- 1975: Unter Wasser stirbt man nicht (The Drowning Pool)
- 1975–1977: Die Straßen von San Francisco (The Streets of San Francisco, Fernsehserie, zwei Folgen)
- 1976: Am Freitag schlief der Rabbi lang (Lanigan’s Rabbi)
- 1976–1978: Ryan’s Hope (Fernsehserie)
- 1976–1980: Barnaby Jones (Fernsehserie, vier Folgen)
- 1980, 1983: Hart aber herzlich (Hart to Hart, Fernsehserie, zwei Folgen)
- 1982: Falcon Crest (Fernsehserie, Folge 1x13)
- 1983: Das A-Team (Fernsehserie, zwei Folgen)
- 1985: Die Maske (The Mask)
- 1985: Cagney & Lacey (Fernsehserie, Folge 5x8)
- 1986: Die City-Cobra (Cobra)
- 1987: Hellraiser – Das Tor zur Hölle (Hellraiser)
- 1988: Mörderischer Vorsprung (Shoot to Kill)
- 1990: Tödlicher Charme (Fatal Charm)
- 1991: Chucky 3 (Child’s Play 3)
- 1993: Walker, Texas Ranger (Fernsehserie, Folge 1x03)
- 1993: Pumpkinhead II: Blood Wings
- 1993–1999: Star Trek: Deep Space Nine (Fernsehserie, 37 Folgen)
- 1993–1994: Mord ist ihr Hobby (Murder, She Wrote, Fernsehserie, zwei Folgen)
- 1994: M.A.N.T.I.S. (Fernsehserie, drei Folgen)
- 1995: Überflieger (Wings, Fernsehserie, eine Folge)
- 1998: Running Woman
- 1999: Akte X – Die unheimlichen Fälle des FBI (The X-Files, Fernsehserie, Folge 6x16)
- 1999, 2004: JAG – Im Auftrag der Ehre (JAG, Fernsehserie, zwei Folgen)
- 2000: Für alle Fälle Amy (Judging Amy, Fernsehserie, eine Folge)
- 2003: The Making of Daniel Boone
- 2004: Homeland Security (Fernsehfilm)
- 2004: Practice – Die Anwälte (The Practice, Fernsehserie, eine Folge)
- 2004: Without a Trace – Spurlos verschwunden (Without a Trace, Fernsehserie, eine Folge)
- 2024: Star Trek: Lower Decks (Fernsehserie, 1 Folge, nur Stimme)

## Werke
- Star Trek - Deep Space Nine: Ein Stich zur rechten Zeit. Cross Cult Entertainment, 2019, ISBN 978-3-95981-703-5 (englisch: A Stitch in Time - Star Trek: Deep Space Nine Book 27. 2000. Übersetzt von Anika Klüver).